# M94 (crittografia)

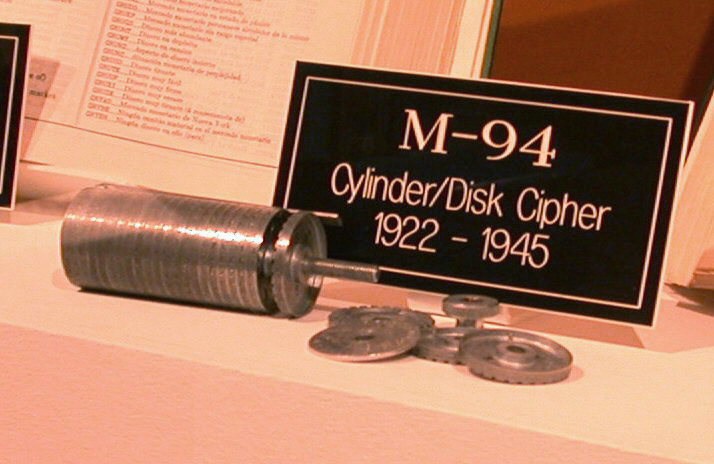
Ytm94 1b

L'M94 era un apparecchio crittografico utilizzato dalle forze armate degli Stati Uniti, composto da diversi dischi letterali disposti come un cilindro. L'idea del dispositivo fu concepita dal colonnello Parker Hitt e poi sviluppata dal maggiore Joseph Mauborgne nel 1917. Ufficialmente adottato nel 1922, è rimasto in uso fino al 1945, sostituito da macchine a rotori elettromeccanici più complesse e sicure, in particolare l'M-209. L'M-94 è stata impiegata anche dalla US Navy con il nome di CSP 488.